# Michael Pak Jeong-il
Michael Pak Jeong-il (ur. 18 grudnia 1926 w Pjongjangu, zm. 28 sierpnia 2024) – koreański duchowny rzymskokatolicki, w latach 1988–2002 biskup Masan. 

## Życiorys
Święcenia kapłańskie przyjął 23 listopada 1958. 15 kwietnia 1977 został prekonizowany biskupem Cheju. Sakrę biskupią otrzymał 31 maja 1977. 8 czerwca 1982 został mianowany biskupem Jeonju, a 15 grudnia 1988 biskupem Masan. 11 listopada 2002 przeszedł na emeryturę.